# Ulrika Pasch
Ulrika "Ulla" Fredrica Pasch, född 10 juli 1735 i Stockholm, död 2 april 1796 i Stockholm, var en svensk målare. Hon var ledamot av Konstakademien.

## Biografi
Ulrika Pasch var dotter till konstnären Lorens Pasch d.ä. och Anna Helena Beckman, syster till konstnären Lorens Pasch den yngre och brorsdotter till konstnären Johan Pasch. Hon undervisades liksom sin bror i teckning och målning av sin far. Orsaken var att hon, till skillnad från systern Hedvig Lovisa (1744–1796), visade begåvning. Det nämns dock i förbigående, att Hedvig Lovisa lämnade efter sig teckningar som inte helt saknade talang.
Sedan hennes bror år 1752 påbörjat sina studier utomlands, och hennes fars karriär inte längre inbringade så mycket som förut på grund av att han inte höll sig stilmässigt uppdaterad, led familjen av ekonomiska problem. Efter sin mors död år 1756 blev Ulrika Pasch därför hushållerska hos sin mosters änkling, guldsmeden Gustaf Stafhell den äldre, som emellertid lät henne måla på fritiden. Hon ska i själva verket ha börjat ta emot beställningar mot betalning samma år. Hon började snart utföra porträtt och andra målningar mot betalning, och kunde som yrkeskonstnär försörja sin far och sin syster fram till hans återkomst till Sverige år 1766. Eftersom hon vid sin brors återkomst sägs ha försörjt familjen under en tioårsperiod, bör hon ha varit yrkesverksam sedan cirka år 1756. Hennes framgång i att så snabbt bygga upp en kundkrets under dessa år har sagts bero på de låga priser hon tog. Under i varje fall slutet av denna period levde hon i egen bostad, något djärvt för en kvinna under denna tid. 
År 1766 återvände hennes bror Lorens Pasch den yngre från sina studier utomlands, och från detta år arbetade syskonen tillsammans och delade bostad och ateljé, medan deras syster skötte hushållet. Deras relation och samarbete beskrivs som harmoniskt. Ulrika Pasch ska enligt uppgift ofta ha målat de detaljer i broderns arbeten som han fann tröttande, såsom särskilt kläder och textilier. Pasch hade en framgångsrik karriär fram till sin död och anlitades frekvent av medlemmar av kungliga hovet. Deras syster och hushållerska Hedvig Lovisa beskrivs som djupt tillgiven dem båda, och det antyds att hennes död senare samma år som Ulrikas var ett självmord. 
När Konstakademien grundades 1773 valdes hon in som ledamot samtidigt som sin bror. Hon har kallats den första av sitt kön i konstakademien: Ulla Adlerfelt nämns som medlem före henne, men detta var i konstakademiens föregångare. Hon var i alla händelser den första kvinnliga yrkeskonstnären. Hon ansökte dock upprepade gånger förgäves om en pension.    
Ulrika Pasch deltog med två porträtt i konstakademiens utställning 1794, och hon hade troligen också deltagit föregående år. Trots att dessa utställningar hölls tjugo år efter akademiens grundande, så var hon i själva verket bland de första av akademiens medlemmar som deltog, eftersom ledamöterna då hade fått kritik för att ha försummat att hålla utställningar tidigare. 
Thure Wennberg höll hennes minnestal i akademien, Minne af Ulrica Fredrica Pasch, år 1798. Ulrika Pasch beskrivs där som en ödmjuk och glättig person, anpassningsbar och enkel att komma överens med. Pasch är representerad vid bland annat Vänersborgs museum, Norrköpings konstmuseum och Nationalmuseum i Stockholm.

## Eftermäle
Nedslagskratern Pasch på planeten Merkurius är uppkallad efter henne.

## Galleri

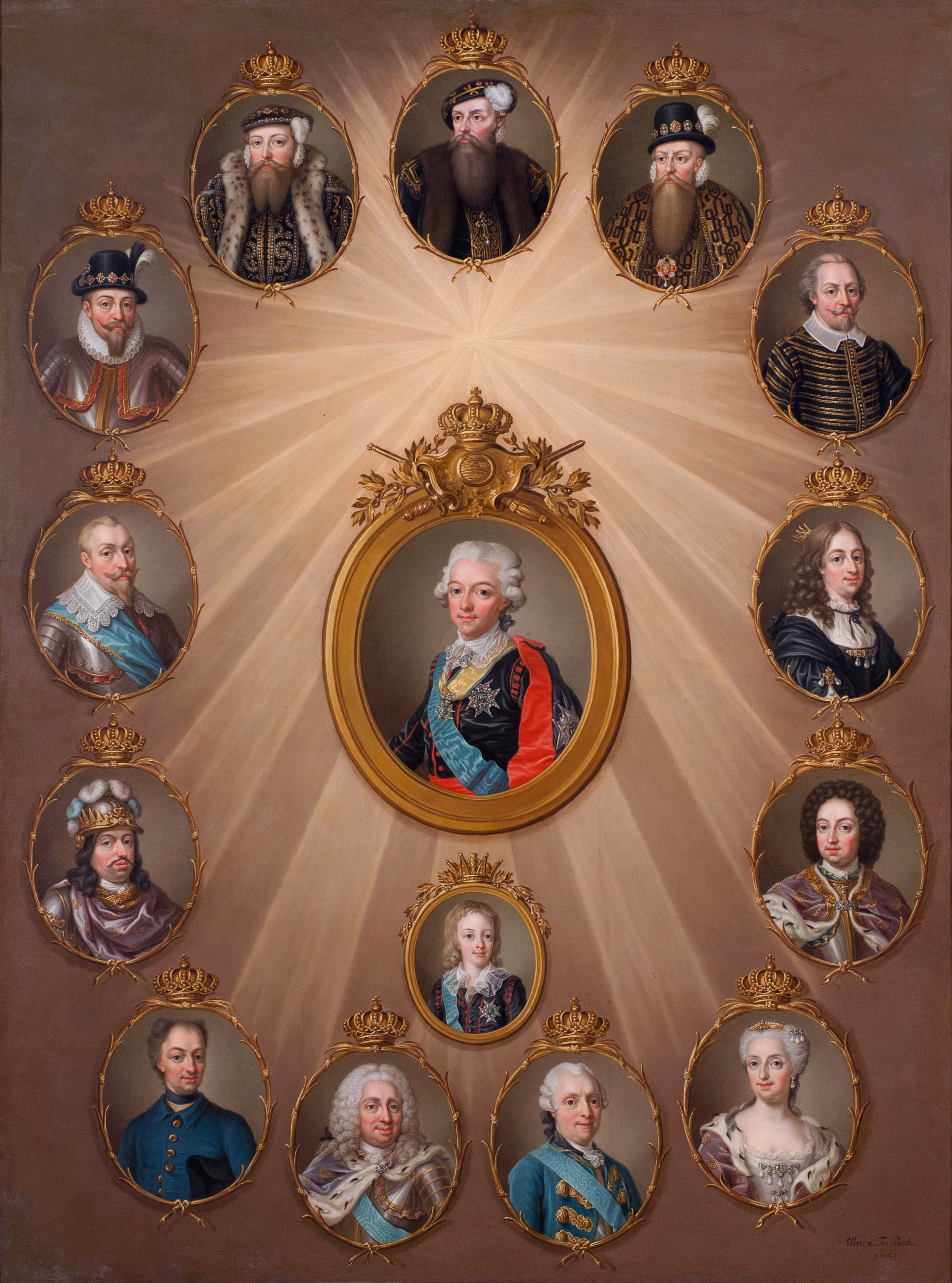
Den gustavianska familjen (cirka 1785).
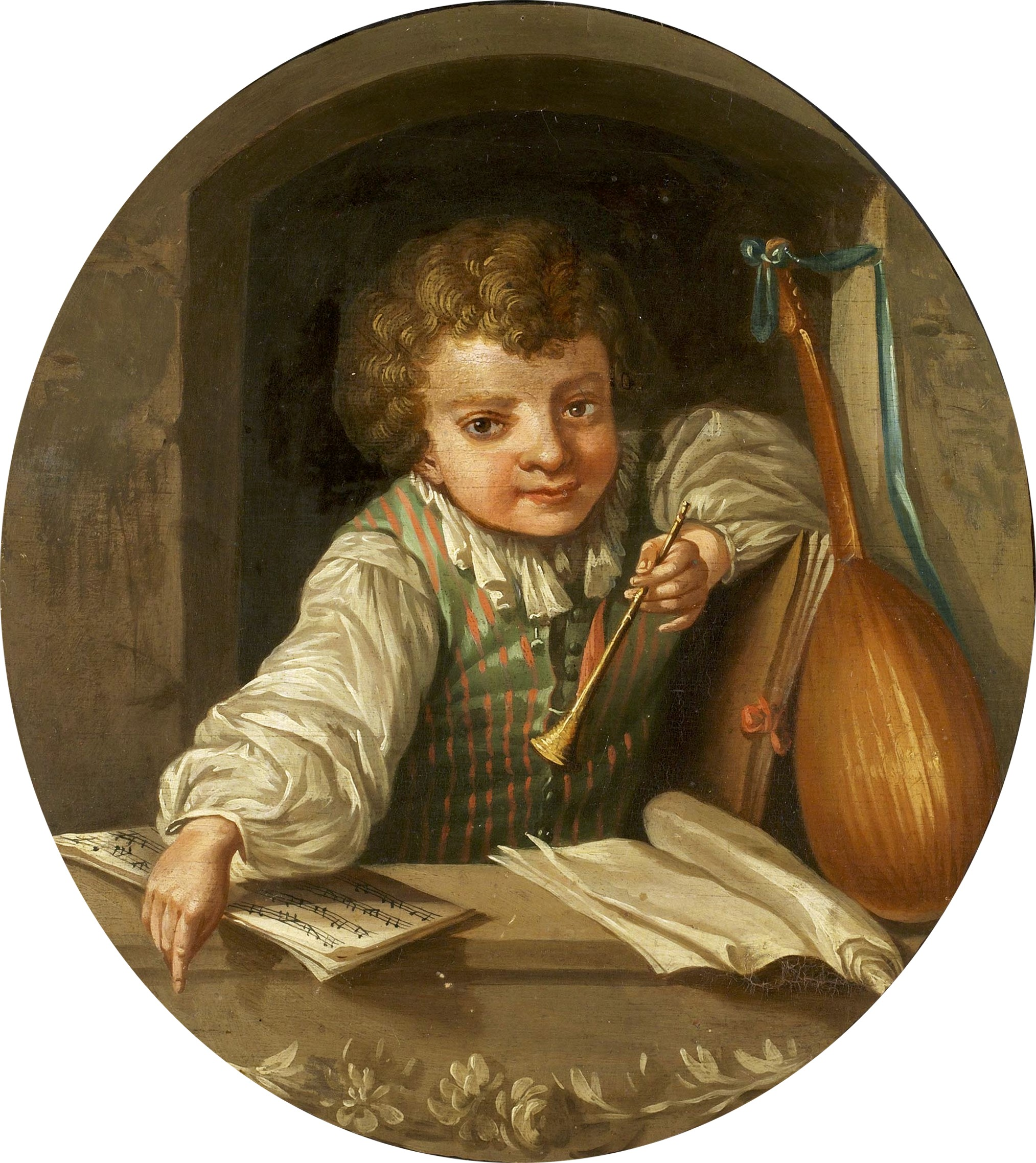
Pojke med flöjt.
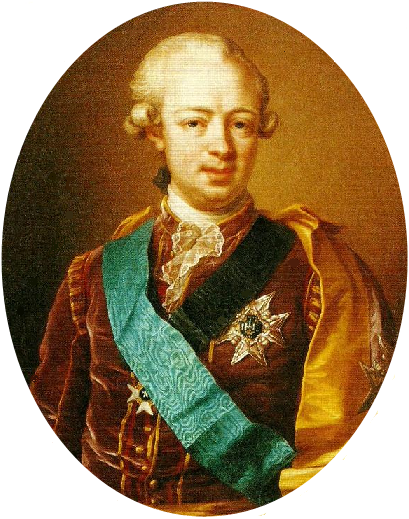
Porträtt av greve Carl Axel Wachtmeister.
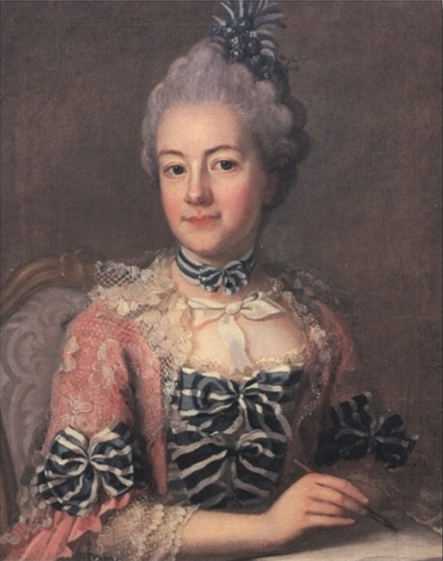
Porträtt av Hedvig Charlotta Nordenflycht.
Porträtt av kammarherre, friherre Adolf Ludvig Stierneld.
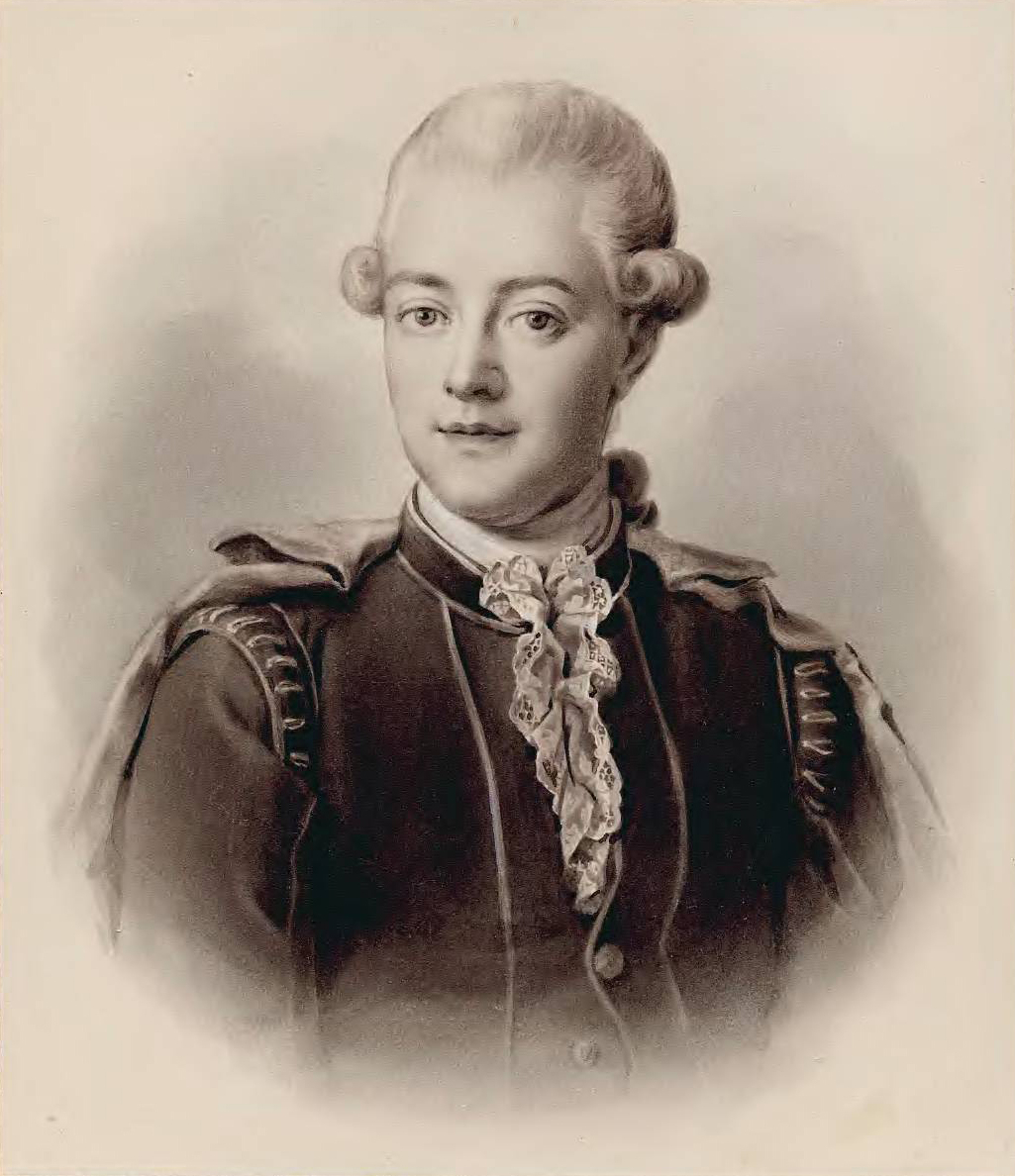
Porträtt av greve Claes Horn.